# Тоголенд
Тоголенд (нем. Togoland) — бывший немецкий протекторат в Западной Африке, находившийся на территории современных государств Того и Гана.

## История
Тоголенд располагался между британской колонией Золотой Берег на западе и французской колонией Дагомея на востоке. Его площадь составляла 90 479 км². Населенный преимущественно народом эве со значительной примесью других народов, в качестве политической единицы он появился в 1884 году, когда во время «гонки за Африку» немецкий канцлер Отто фон Бисмарк объявил эту территорию принадлежащей Германской империи, с чем формально согласились другие европейские государства.
Первым главой немецкой колониальной администрации стал имперский комиссар западного побережья Африки Густав Нахтигаль.
Немцы планировали сделать Тоголенд образцовой колонией. Поскольку регион был беден минеральными ресурсами (залежи фосфатов тогда еще не были открыты), они решили сосредоточиться на развитии сельского хозяйства. Развивалось производство пальмового масла, вводились экспортные культуры, особенно какао и хлопок, которые выращивались на плантациях с использованием местной рабочей силы. Ломе на берегу Гвинейского залива должен был стать столицей колонии и главным портом. Началось строительство железных дорог, которые должны были соединить порт с внутренними областями страны. Немцы также ввели в стране судебную и административную систему. Инфраструктура, которую перестраивали немцы в своих интересах, постепенно объединяла протекторат.
Во время Первой Мировой войны после безуспешной попытки сопротивления, которую возглавил вице-губернатор Дёринг (губернатор был в отъезде), Тоголенд был оккупирован Великобританией и Францией и в 1924 году был формально разделен между ними согласно мандату Лиги Наций. Две трети территории страны (включая Ломе), граничащие с Дагомеей, стали Французским Тоголендом, остальные, граничащие с Золотым Берегом, стали Британским Тоголендом.
В 1946 году оба Тоголенда стали подопечными территориями ООН. Британский Тоголенд административно управлялся как часть Золотого Берега и вместе с ним в 1957 году получил независимость, став Республикой Гана. Французский Тоголенд управлялся отдельно от Дагомеи (современный Бенин) и получил независимость в 1960 году, став Республикой Того.
Стремления к объединению половин бывшего Тоголенда, до сих пор сильные среди народа эве, особенно той его части, которая живет в Гане, часто вызывали напряженность в отношениях между независимыми Того и Ганой.